# Android Automotive
Android Automotive (també conegut com Android Automotive OS o AAOS) és una variació del sistema operatiu Android de Google, adaptada pels quadres de comandament dels vehicles. Presentada el març de 2017, la plataforma està desenvolupada per Google i Intel, juntament amb fabricants d'automòbils com Volvo i Audi. El projecte pretén proporcionar una base de codi de sistema operatiu perquè els fabricants de vehicles desenvolupin la seva pròpia versió del sistema operatiu. A més de les tasques d'infoentreteniment, com ara missatgeria, navegació i reproducció de música, el sistema operatiu pretén gestionar funcions específiques del vehicle, com ara controlar l'aire condicionat.
A diferència d'Android Auto, Android Automotive és un sistema operatiu complet que s'executa directament al dispositiu del vehicle, i no depèn d'un telèfon intel·ligent per funcionar.
Android Automotive és un sistema operatiu de codi obert i, per tant, qualsevol fabricant d'automòbils pot utilitzar-lo sense els serveis de Google Automotive (GAS), que són una col·lecció d'aplicacions i serveis (Google Maps, Google Play, Google Assistent, etc.) que els OEM poden llicenciar i integrar als seus sistemes d'informació d'entreteniment dins del vehicle. Volvo, Ford i GM estan utilitzant AAOS amb GAS (anunciat com a "Cotxes amb Google integrat" per Google).

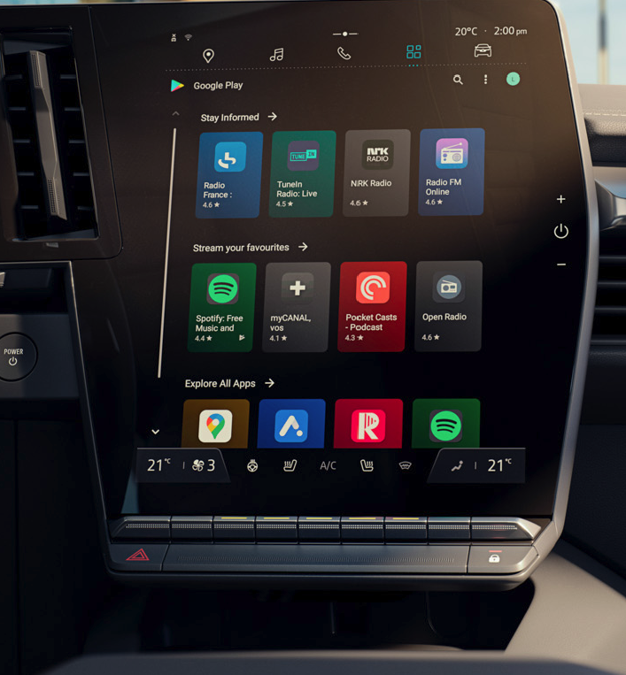
Android Automotive en un Megane E TECH de 2023.

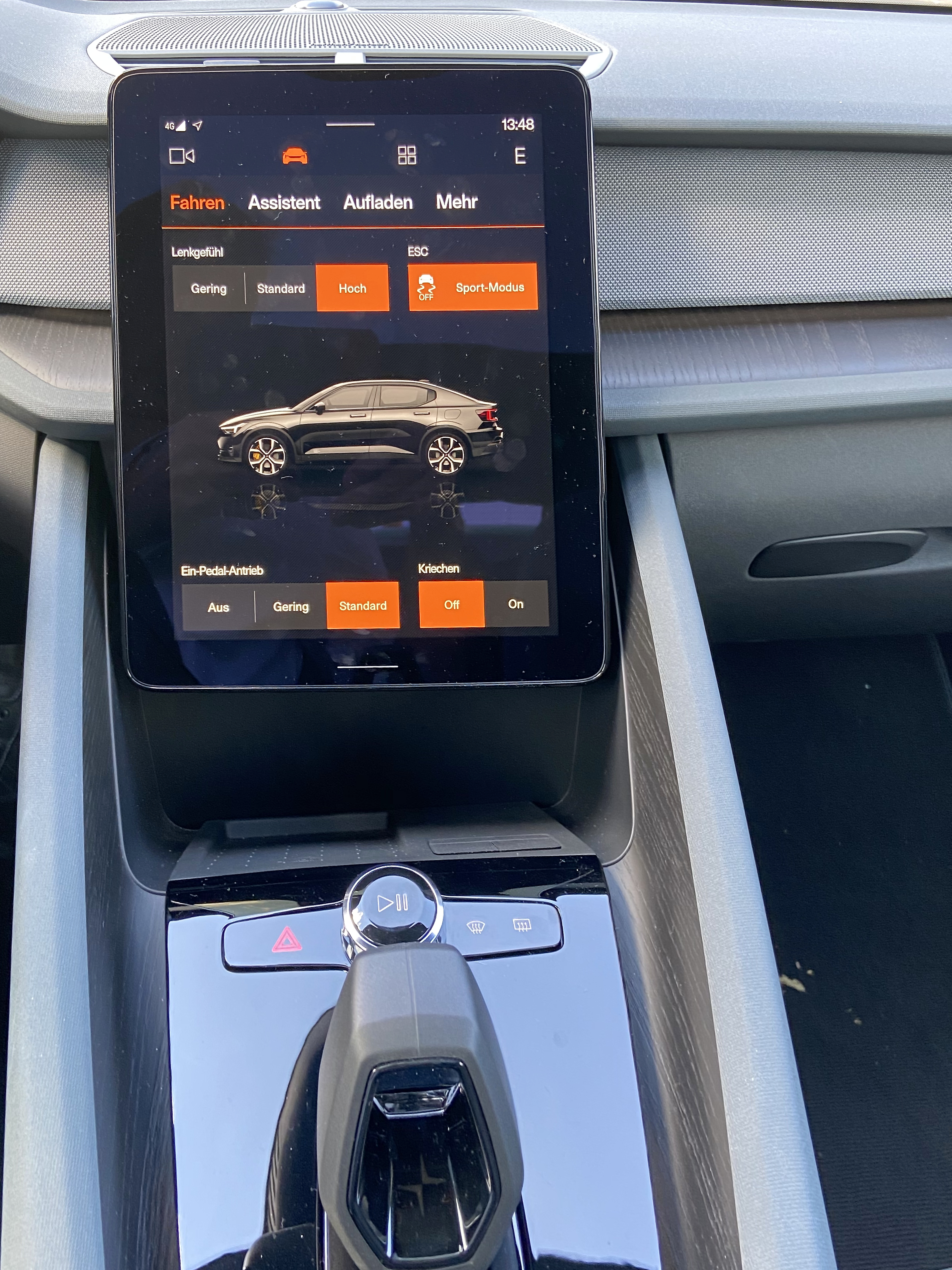
Android Automotive en un Polestar 2

## Història
El sistema operatiu va ser anunciat per primera vegada per Google el març de 2017.
El febrer de 2018, Polestar (la marca de Volvo per a cotxes elèctrics de gamma alta) va anunciar el Polestar 2, el primer cotxe amb Android Automotive integrat. El Polestar 2 amb Android Automotive està disponible des del juliol de 2020.
El setembre de 2018, l'aliança Renault-Nissan-Mitsubishi va anunciar una associació tecnològica per integrar el sistema operatiu Android Automotive als vehicles del grup a partir del 2021.
L'abril de 2019 Google va obrir les API perquè els desenvolupadors comencessin a desenvolupar aplicacions per a Android Automotive.
El setembre de 2019, General Motors va anunciar que utilitzarà Android Automotive per alimentar els sistemes d'informació d'entreteniment dels seus cotxes a partir del 2021.
El juliol de 2020, Stellantis (anteriorment Groupe PSA i FCA Group) va anunciar que alimentaria els seus sistemes d'informació i entreteniment amb Android Automotive OS. Aquest anunci va ser revocat el 2022.
Alguns vehicles del grup, com el Dodge Durango 2021 i el Chrysler Pacifica, ja utilitzen l'Uconnect 5 basat en Android Automotive, sense els serveis de Google Automotive (GAS).
El febrer de 2021, Ford va anunciar una associació amb Google que portaria Android Automotive als vehicles Ford i Lincoln, a partir del 2023.
El maig de 2021, Lucid Motors va revelar que el Lucid Air utilitzava Android Automotive per al seu sistema d'entreteniment, però sense els serveis de Google Automotive (GAS).
El setembre de 2021, Honda va anunciar que utilitzaria el sistema operatiu Android Automotive de Google als seus cotxes a partir del 2022.
El juny de 2022, BMW va anunciar que ampliarà el seu sistema operatiu BMW 8 i integrarà Android Automotive en determinats models, a partir del març de 2023. El gener de 2023, durant el Consumer Electronics Show, BMW va revelar que el sistema operatiu BMW 9 es basarà en Android Automotive, però sense els serveis de Google Automotive (GAS). BMW OS 9 comptarà amb la botiga d'aplicacions Aptiode, però les versions inferiors del sistema operatiu no ho faran.
El març de 2023, el Grup Volkswagen va anunciar que el seu futur sistema d'infoentreteniment, anomenat One. Infotainment, es basarà en Android Automotive (AOSP), i inclourà una botiga d'aplicacions desenvolupada en col·laboració amb Harman International.

## Vehicles amb Android Automotive (amb GAS)
- Cadillac Lyriq[12]
- 2024+ Cadillac XT4
- Renault Austral
- Renault Mégane E-Tech Electric[13]
- 2024+ Renault Espace
- Recàrrega Volvo XC40
- Volvo C40
- Volvo EX90
- 2022+ Volvo S90, V90, V90 Cross Country
- 2022+ Volvo XC60
- 2023+ Volvo XC90
- 2023+ Volvo S60, V60, V60 Cross Country
- 2023+ Volvo XC40
- Honda Accord 2023+

## Vehicles amb Android Automotive (sense GAS)
- Rivian R1T
- Rivian R1S
- Aire lúcid
- Lynk & Co 01
- 2022+ Maserati Ghibli, Levante, Quattroporte
- 2021+ Dodge Durango
- Chrysler Pacifica 2021+
- Sono Motors Sion
- 2023+ BMW X1